# Olympische Sommerspiele 2012/Handball
Bei den Olympischen Sommerspielen 2012 in der britischen Hauptstadt London wurden vom 28. Juli bis 12. August zwei Wettbewerbe im Handball ausgetragen.
Am Turnier nahmen bei Frauen und Männern jeweils zwölf Mannschaften teil. Austragungsort war bis zum Viertelfinale die Copper Box im Olympiapark, die 7000 Zuschauern Platz bietet. Die Finalspiele fanden in der Basketball Arena statt, die 12.000 Zuschauern Platz bietet.

## Männer

### Medaillengewinner
| Gold | Silber | Bronze |
| --- | --- | --- |
| Frankreich Luc Abalo William Accambray Xavier Barachet Didier Dinart Jérôme Fernandez Guillaume Gille Bertrand Gille Michaël Guigou Samuel Honrubia Guillaume Joli Nikola Karabatić Daouda Karaboué Daniel Narcisse Thierry Omeyer Cédric Sorhaindo Trainer: Claude Onesta | SchwedenKim Andersson Mattias Andersson Dalibor Doder Niclas Ekberg Kim Ekdahl Du Rietz Mattias Gustafsson Johan Jakobsson Magnus Jernemyr Jonas Källman Tobias Karlsson Jonas Larholm Andreas Nilsson Fredrik Petersen Johan Sjöstrand Mattias Zachrisson Trainer: Staffan Olsson und Ola Lindgren | KroatienMirko Alilović Ivano Balić Damir Bičanić Denis Buntić Ivan Čupić Domagoj Duvnjak Jakov Gojun Zlatko Horvat Marko Kopljar Blaženko Lacković Venio Losert Manuel Štrlek Ivan Ninčević Igor Vori Drago Vuković Trainer: Slavko Goluža |

### Vorrunde

#### Gruppe A
| Platz | Land           | S | G | U | V | Tore    | Punkte |
| ----- | -------------- | - | - | - | - | ------- | ------ |
| 1     | Island         | 5 | 5 | 0 | 0 | 167:132 | 10     |
| 2     | Frankreich     | 5 | 4 | 0 | 1 | 159:110 | 08     |
| 3     | Schweden       | 5 | 3 | 0 | 2 | 156:115 | 06     |
| 4     | Tunesien       | 5 | 2 | 0 | 3 | 121:125 | 04     |
| 5     | Argentinien    | 5 | 1 | 0 | 4 | 113:138 | 02     |
| 6     | Großbritannien | 5 | 0 | 0 | 5 | 096:192 | 0      |

| Datum     | Ortszeit  | Begegnung      | Begegnung | Begegnung      | Ergebnis      |
| --------- | --------- | -------------- | --------- | -------------- | ------------- |
| 29. Juli  | 9:30 Uhr  | Island         | -         | Argentinien    | 31:25 (15:14) |
| 29. Juli  | 14:30 Uhr | Schweden       | -         | Tunesien       | 28:21 (16:11) |
| 29. Juli  | 20:30 Uhr | Frankreich     | -         | Großbritannien | 44:15 (21:07) |
| 31. Juli  | 9:30 Uhr  | Tunesien       | -         | Island         | 22:32 (08:19) |
| 31. Juli  | 14:30 Uhr | Großbritannien | -         | Schweden       | 19:41 (10:24) |
| 31. Juli  | 21:15 Uhr | Argentinien    | -         | Frankreich     | 20:32 (09:17) |
| 2. August | 11:15 Uhr | Frankreich     | -         | Tunesien       | 25:19 (12:11) |
| 2. August | 16:15 Uhr | Großbritannien | -         | Argentinien    | 21:32 (11:16) |
| 2. August | 21:15 Uhr | Schweden       | -         | Island         | 32:33 (13:17) |
| 4. August | 9:30 Uhr  | Tunesien       | -         | Großbritannien | 34:17 (14:08) |
| 4. August | 14:30 Uhr | Schweden       | -         | Argentinien    | 29:13 (12:08) |
| 4. August | 19:30 Uhr | Island         | -         | Frankreich     | 30:29 (16:15) |
| 6. August | 11:15 Uhr | Argentinien    | -         | Tunesien       | 23:25 (12:12) |
| 6. August | 16:15 Uhr | Island         | -         | Großbritannien | 41:24 (18:15) |
| 6. August | 21:15 Uhr | Frankreich     | -         | Schweden       | 29:26 (18:12) |

#### Gruppe B
| Platz | Land     | S | G | U | V | Tore    | Punkte |
| ----- | -------- | - | - | - | - | ------- | ------ |
| 1     | Kroatien | 5 | 5 | 0 | 0 | 150:109 | 10     |
| 2     | Dänemark | 5 | 4 | 0 | 1 | 124:129 | 08     |
| 3     | Spanien  | 5 | 3 | 0 | 2 | 140:126 | 06     |
| 4     | Ungarn   | 5 | 2 | 0 | 3 | 114:128 | 04     |
| 5     | Serbien  | 5 | 1 | 0 | 4 | 120:131 | 02     |
| 6     | Südkorea | 5 | 0 | 0 | 5 | 115:140 | 0      |

| Datum     | Ortszeit  | Begegnung | Begegnung | Begegnung | Ergebnis      |
| --------- | --------- | --------- | --------- | --------- | ------------- |
| 29. Juli  | 11:15 Uhr | Kroatien  | -         | Südkorea  | 31:21 (14:08) |
| 29. Juli  | 16:15 Uhr | Spanien   | -         | Serbien   | 26:21 (10:14) |
| 29. Juli  | 21:15 Uhr | Ungarn    | -         | Dänemark  | 25:27 (10:13) |
| 31. Juli  | 11:15 Uhr | Südkorea  | -         | Ungarn    | 19:22 (09:07) |
| 31. Juli  | 16:15 Uhr | Serbien   | -         | Kroatien  | 23:31 (09:13) |
| 31. Juli  | 19:30 Uhr | Dänemark  | -         | Spanien   | 24:23 (13:12) |
| 2. August | 9:30 Uhr  | Spanien   | -         | Südkorea  | 33:29 (16:14) |
| 2. August | 14:30 Uhr | Kroatien  | -         | Ungarn    | 26:19 (11:09) |
| 2. August | 19:30 Uhr | Serbien   | -         | Dänemark  | 25:26 (11:13) |
| 4. August | 11:15 Uhr | Südkorea  | -         | Serbien   | 22:28 (10:12) |
| 4. August | 16:15 Uhr | Kroatien  | -         | Dänemark  | 32:21 (14:09) |
| 4. August | 21:15 Uhr | Ungarn    | -         | Spanien   | 22:33 (13:16) |
| 6. August | 9:30 Uhr  | Ungarn    | -         | Serbien   | 26:23 (09:11) |
| 6. August | 14:30 Uhr | Dänemark  | -         | Südkorea  | 26:24 (13:14) |
| 6. August | 19:30 Uhr | Spanien   | -         | Kroatien  | 25:30 (10:11) |

### Finalrunde
|  | Viertelfinale  | Viertelfinale   |                 |                 | Halbfinale       | Halbfinale |  |  | Finale          | Finale          |
|  |                |                 |                 |                 |                  |            |  |  |                 |                 |
|  | 8. August 2012 |                 |                 |                 |                  |            |  |  |                 |                 |
|  | Dänemark       | 22              |                 |                 |                  |            |  |  |                 |                 |
|  | Dänemark       | 22              | 10. August 2012 |                 |                  |            |  |  |                 |                 |
|  | Schweden       | 24              |                 |                 |                  |            |  |  |                 |                 |
|  | Schweden       | 24              | Schweden        | 27              |                  |            |  |  |                 |                 |
|  |                |                 | Schweden        | 27              |                  |            |  |  |                 |                 |
|  |                | Ungarn          | 26              |                 |                  |            |  |  |                 |                 |
|  | Island         | Ungarn          | 26              | 33              |                  |            |  |  |                 |                 |
|  | Island         |                 |                 | 33              |                  |            |  |  |                 |                 |
|  | Ungarn         | 34              |                 | 12. August 2012 | 12. August 2012  |            |  |  |                 |                 |
|  | 8. August 2012 | 8. August 2012  | Schweden        | 21              |                  |            |  |  |                 |                 |
|  | 8. August 2012 | 8. August 2012  |                 | Frankreich      | 22               |            |  |  |                 |                 |
|  | Frankreich     | 23              |                 |                 |                  |            |  |  |                 |                 |
|  | Spanien        | 22              |                 |                 |                  |            |  |  |                 |                 |
|  | Spanien        | 22              | Frankreich      | 25              |                  |            |  |  |                 |                 |
|  |                |                 | Frankreich      | 25              | Spiel um Platz 3 |            |  |  |                 |                 |
|  |                | Kroatien        | 22              |                 |                  |            |  |  |                 |                 |
|  | Kroatien       | Kroatien        | 22              | 25              | Ungarn           | 26         |  |  |                 |                 |
|  | Kroatien       | 10. August 2012 |                 | 25              | Ungarn           | 26         |  |  |                 |                 |
|  | Tunesien       | 23              |                 | Kroatien        | 33               |            |  |  |                 |                 |
|  | Tunesien       | 23              |                 |                 | 33               |            |  |  |                 |                 |
|  | 8. August 2012 | 8. August 2012  |                 |                 |                  |            |  |  | 12. August 2012 | 12. August 2012 |

Viertelfinale
| Tag       | Zeit      | Begegnung            | Ergebnis                    |
| --------- | --------- | -------------------- | --------------------------- |
| 8. August | 12:00 Uhr | Island – Ungarn      | 33:34 (12:16, 27:27, 30:30) |
| 8. August | 14:30 Uhr | Spanien – Frankreich | 22:23 (12:9)                |
| 8. August | 18:00 Uhr | Schweden – Dänemark  | 24:22 (11:9)                |
| 8. August | 21:30 Uhr | Kroatien – Tunesien  | 25:23 (13:9)                |

Halbfinale
| Tag        | Zeit      | Begegnung             | Ergebnis      |
| ---------- | --------- | --------------------- | ------------- |
| 10. August | 17:00 Uhr | Schweden – Ungarn     | 27:26 (15:12) |
| 10. August | 21:00 Uhr | Frankreich – Kroatien | 25:22 (12:10) |

Spiel um Platz 3
| Tag        | Zeit      | Begegnung         | Ergebnis      |
| ---------- | --------- | ----------------- | ------------- |
| 12. August | 11:00 Uhr | Ungarn – Kroatien | 26:33 (14:19) |

Finale
| Tag        | Zeit      | Begegnung             | Ergebnis     |
| ---------- | --------- | --------------------- | ------------ |
| 12. August | 15:00 Uhr | Schweden – Frankreich | 21:22 (8:10) |

Die Halbzeitergebnisse sind in Klammern gesetzt. Im Falle einer Verlängerung sind dort ferner die Spielstände nach Ende der regulären Spielzeit, nach Ende der ersten Halbzeit und der zweiten Halbzeit der 1. Verlängerung sowie der ersten Halbzeit der 2. Verlängerung wiedergegeben.

### Allstar-Team
| Position         | Name              | Land       |
| ---------------- | ----------------- | ---------- |
| Tor:             | Thierry Omeyer    | Frankreich |
| Linksaußen:      | Jonas Källman     | Schweden   |
| Rückraum links:  | Aron Pálmarsson   | Island     |
| Rückraum Mitte:  | Nikola Karabatić  | Frankreich |
| Rückraum rechts: | Kim Andersson     | Schweden   |
| Rechtsaußen:     | Ivan Čupić        | Kroatien   |
| Kreis:           | Julen Aguinagalde | Spanien    |

## Frauen

### Medaillengewinnerinnen
| Platz | Land | Sportlerinnen |
| ----- | ---- | --- |
| 1     | NOR  | Kari Aalvik Grimsbø, Ida Alstad, Karoline Dyhre Breivang, Camilla Herrem, Amanda Kurtović, Linn Jørum Sulland, Heidi Løke, Kristine Lunde-Borgersen, Katrine Lunde Haraldsen, Marit Malm Frafjord, Kari Mette Johansen, Tonje Nøstvold, Linn-Kristin Riegelhuth Koren, Gøril Snorroeggen Trainer: Þórir Hergeirsson |
| 2     | MNE  | Sonja Barjaktarović, Anđela Bulatović, Katarina Bulatović, Ana Đokić, Marija Jovanović, Milena Knežević, Suzana Lazović, Majda Mehmedović, Radmila Miljanić, Bojana Popović, Jovanka Radičević, Ana Radović, Maja Savić, Marina Vukčević Trainer: Dragan Adžić                                                      |
| 3     | ESP  | Macarena Aguilar, Nely Carla Alberto, Jessica Alonso, Vanesa Amorós, Andrea Barnó, Mihaela Ciobanu, Verónica Cuadrado, Patricia Elorza, Beatriz Fernández, Begoña Fernández, Marta Mangué, Carmen Martín, Silvia Navarro, Elisabeth Pinedo Trainer: Jorge Dueñas                                                    |

### Vorrunde

#### Gruppe A
| Platz | Land           | S | G | U | V | Tore    | Punkte |
| ----- | -------------- | - | - | - | - | ------- | ------ |
| 1     | Brasilien      | 5 | 4 | 0 | 1 | 137:122 | 8      |
| 2     | Kroatien       | 5 | 4 | 0 | 1 | 145:115 | 8      |
| 3     | Russland       | 5 | 3 | 1 | 1 | 151:125 | 7      |
| 4     | Montenegro     | 5 | 2 | 1 | 2 | 127:123 | 5      |
| 5     | Angola         | 5 | 1 | 0 | 4 | 132:142 | 2      |
| 6     | Großbritannien | 5 | 0 | 0 | 5 | 091:166 | 0      |

| Datum     | Ortszeit  | Begegnung      | Begegnung | Begegnung      | Ergebnis      |
| --------- | --------- | -------------- | --------- | -------------- | ------------- |
| 28. Juli  | 9:30 Uhr  | Russland       | -         | Angola         | 30:27 (18:12) |
| 28. Juli  | 14:30 Uhr | Kroatien       | -         | Brasilien      | 23:24 (10:09) |
| 28. Juli  | 19:30 Uhr | Montenegro     | -         | Großbritannien | 31:19 (18:12) |
| 30. Juli  | 9:30 Uhr  | Angola         | -         | Kroatien       | 23:28 (11:13) |
| 30. Juli  | 14:30 Uhr | Großbritannien | -         | Russland       | 16:37 (08:17) |
| 30. Juli  | 19:30 Uhr | Brasilien      | -         | Montenegro     | 27:25 (15:16) |
| 1. August | 11:15 Uhr | Montenegro     | -         | Angola         | 30:25 (13:14) |
| 1. August | 16:15 Uhr | Großbritannien | -         | Brasilien      | 17:30 (08:17) |
| 1. August | 21:15 Uhr | Russland       | -         | Kroatien       | 28:30 (15:15) |
| 3. August | 9:30 Uhr  | Angola         | -         | Großbritannien | 31:25 (14:10) |
| 3. August | 14:30 Uhr | Kroatien       | -         | Montenegro     | 27:26 (12:12) |
| 3. August | 16:15 Uhr | Russland       | -         | Brasilien      | 31:27 (15:14) |
| 5. August | 11:15 Uhr | Brasilien      | -         | Angola         | 29:26 (14:09) |
| 5. August | 14:30 Uhr | Montenegro     | -         | Russland       | 25:25 (15:16) |
| 5. August | 16:15 Uhr | Kroatien       | -         | Großbritannien | 37:14 (17:06) |

#### Gruppe B
| Platz | Land       | S | G | U | V | Tore    | Punkte |
| ----- | ---------- | - | - | - | - | ------- | ------ |
| 1     | Frankreich | 5 | 4 | 1 | 0 | 125:103 | 9      |
| 2     | Südkorea   | 5 | 3 | 1 | 1 | 136:130 | 7      |
| 3     | Spanien    | 5 | 3 | 1 | 1 | 119:114 | 7      |
| 4     | Norwegen   | 5 | 2 | 1 | 2 | 118:120 | 5      |
| 5     | Dänemark   | 5 | 1 | 0 | 4 | 113:121 | 2      |
| 6     | Schweden   | 5 | 0 | 0 | 5 | 108:131 | 0      |

| Datum     | Ortszeit  | Begegnung  | Begegnung | Begegnung  | Ergebnis      |
| --------- | --------- | ---------- | --------- | ---------- | ------------- |
| 28. Juli  | 11:15 Uhr | Spanien    | -         | Südkorea   | 27:31 (12:16) |
| 28. Juli  | 16:15 Uhr | Dänemark   | -         | Schweden   | 21:18 (08:10) |
| 28. Juli  | 21:15 Uhr | Norwegen   | -         | Frankreich | 23:24 (12:17) |
| 30. Juli  | 11:15 Uhr | Südkorea   | -         | Dänemark   | 25:24 (11:10) |
| 30. Juli  | 16:15 Uhr | Frankreich | -         | Spanien    | 18:18 (07:10) |
| 30. Juli  | 21:15 Uhr | Schweden   | -         | Norwegen   | 21:24 (09:14) |
| 1. August | 9:30 Uhr  | Norwegen   | -         | Südkorea   | 27:27 (13:15) |
| 1. August | 14:30 Uhr | Frankreich | -         | Schweden   | 29:17 (16:11) |
| 1. August | 19:30 Uhr | Spanien    | -         | Dänemark   | 24:21 (14:09) |
| 3. August | 11:15 Uhr | Südkorea   | -         | Frankreich | 21:24 (12:10) |
| 3. August | 19:30 Uhr | Spanien    | -         | Schweden   | 25:24 (11:10) |
| 3. August | 21:15 Uhr | Dänemark   | -         | Norwegen   | 23:24 (11:12) |
| 5. August | 9:30 Uhr  | Schweden   | -         | Südkorea   | 28:32 (13:16) |
| 5. August | 19:30 Uhr | Norwegen   | -         | Spanien    | 20:25 (11:11) |
| 5. August | 21:15 Uhr | Dänemark   | -         | Frankreich | 24:30 (10:17) |

### Finalrunde
|  | Viertelfinale  | Viertelfinale  |                |                 | Halbfinale       | Halbfinale |  |  | Finale          | Finale          |
|  |                |                |                |                 |                  |            |  |  |                 |                 |
|  | 7. August 2012 |                |                |                 |                  |            |  |  |                 |                 |
|  | Brasilien      | 19 (13)        |                |                 |                  |            |  |  |                 |                 |
|  | Brasilien      | 19 (13)        | 9. August 2012 |                 |                  |            |  |  |                 |                 |
|  | Norwegen       | 21 (09)        |                |                 |                  |            |  |  |                 |                 |
|  | Norwegen       | 21 (09)        | Norwegen       | 31 (18)         |                  |            |  |  |                 |                 |
|  |                |                | Norwegen       | 31 (18)         |                  |            |  |  |                 |                 |
|  |                | Südkorea       | 25 (15)        |                 |                  |            |  |  |                 |                 |
|  | Russland       | Südkorea       | 25 (15)        | 23 (11)         |                  |            |  |  |                 |                 |
|  | Russland       |                |                | 23 (11)         |                  |            |  |  |                 |                 |
|  | Südkorea       | 24 (14)        |                | 11. August 2012 | 11. August 2012  |            |  |  |                 |                 |
|  | 7. August 2012 | 7. August 2012 | Norwegen       | 26 (13)         |                  |            |  |  |                 |                 |
|  | 7. August 2012 | 7. August 2012 |                | Montenegro      | 23 (10)          |            |  |  |                 |                 |
|  | Kroatien       | 22 (12)        |                |                 |                  |            |  |  |                 |                 |
|  | Spanien        | 25 (13)        |                |                 |                  |            |  |  |                 |                 |
|  | Spanien        | 25 (13)        | Spanien        | 26 (13)         |                  |            |  |  |                 |                 |
|  |                |                | Spanien        | 26 (13)         | Spiel um Platz 3 |            |  |  |                 |                 |
|  |                | Montenegro     | 27 (13)        |                 |                  |            |  |  |                 |                 |
|  | Montenegro     | Montenegro     | 27 (13)        | 23 (13)         | Südkorea         | 29         |  |  |                 |                 |
|  | Montenegro     | 9. August 2012 |                | 23 (13)         | Südkorea         | 29         |  |  |                 |                 |
|  | Frankreich     | 22 (13)        |                | Spanien         | 31 n. V.         |            |  |  |                 |                 |
|  | Frankreich     | 22 (13)        |                |                 | 31 n. V.         |            |  |  |                 |                 |
|  | 7. August 2012 | 7. August 2012 |                |                 |                  |            |  |  | 11. August 2012 | 11. August 2012 |

Viertelfinale
| Tag       | Zeit      | Begegnung               | Ergebnis      |
| --------- | --------- | ----------------------- | ------------- |
| 7. August | 10:00 Uhr | Brasilien – Norwegen    | 19:21 (13:9)  |
| 7. August | 13:30 Uhr | Kroatien – Spanien      | 22:25 (12:13) |
| 7. August | 17:00 Uhr | Russland – Südkorea     | 23:24 (11:14) |
| 7. August | 20:30 Uhr | Montenegro – Frankreich | 23:22 (13:13) |

Halbfinale
| Tag       | Zeit      | Begegnung            | Ergebnis      |
| --------- | --------- | -------------------- | ------------- |
| 9. August | 17:00 Uhr | Norwegen – Südkorea  | 31:25 (18:15) |
| 9. August | 20:30 Uhr | Spanien – Montenegro | 26:27 (13:13) |

Spiel um Platz 3
| Tag        | Zeit      | Begegnung          | Ergebnis                          |
| ---------- | --------- | ------------------ | --------------------------------- |
| 11. August | 17:00 Uhr | Südkorea – Spanien | 29:31 n. V. (13:13, 24:24, 28:28) |

Finale
| Tag        | Zeit      | Begegnung             | Ergebnis      |
| ---------- | --------- | --------------------- | ------------- |
| 11. August | 20:30 Uhr | Norwegen – Montenegro | 26:23 (13:10) |

Die Halbzeitergebnisse sind in Klammern gesetzt. Im Falle einer Verlängerung sind dort ferner die Spielstände nach Ende der regulären Spielzeit, nach Ende der ersten Halbzeit und der zweiten Halbzeit der 1. Verlängerung sowie der ersten Halbzeit der 2. Verlängerung wiedergegeben.

### Allstar-Team
| Position         | Name                    | Land       |
| ---------------- | ----------------------- | ---------- |
| Tor:             | Kari Aalvik Grimsbø     | Norwegen   |
| Linksaußen:      | Jo Hyo-bi               | Südkorea   |
| Rückraum links:  | Bojana Popović          | Montenegro |
| Rückraum Mitte:  | Marta Mangué            | Spanien    |
| Rückraum rechts: | Katarina Bulatović      | Montenegro |
| Rechtsaußen:     | Alexandra do Nascimento | Brasilien  |
| Kreis:           | Heidi Løke              | Norwegen   |

## Medaillenspiegel
| Platz | Land       | G | S | B | Gesamt |
| ----- | ---------- | - | - | - | ------ |
| 1     | Frankreich | 1 | 0 | 0 | 1      |
| 1     | Norwegen   | 1 | 0 | 0 | 1      |
| 3     | Montenegro | 0 | 1 | 0 | 1      |
| 3     | Schweden   | 0 | 1 | 0 | 1      |
| 5     | Kroatien   | 0 | 0 | 1 | 1      |
| 5     | Spanien    | 0 | 0 | 1 | 1      |
| Total | Total      | 2 | 2 | 2 | 6      |

## Qualifikation

### Qualifikationskriterien
Es werden 336 Athleten an den Wettbewerben teilnehmen, jeweils zwölf Mannschaften pro Geschlecht mit je 14 Spielern. Die folgenden Qualifikationskriterien zählen sowohl für Frauen als auch für Männer. Qualifiziert für das olympische Turnier ist der Weltmeister 2011 sowie die vier Sieger der kontinentalen Meisterschaften, die zwischen 2010 und 2012 ausgetragen wurden (Asien und Ozeanien bilden zusammen einen Kontinentalverband). Großbritannien ist als Gastgeber automatisch qualifiziert.
Letzte Qualifikationsmöglichkeit sind im Jahr 2012 drei Turniere pro Geschlecht, bei denen sich jeweils zwei Mannschaften qualifizieren. Teilnehmen werden an diesen Turnieren jeweils vier Mannschaften, die Plätze werden nach dem Abschneiden bei Welt- und Kontinentalmeisterschaften vergeben. Es nehmen jeweils die sechs besten Mannschaften der Weltmeisterschaft teil, die noch nicht für das olympische Turnier qualifiziert sind. Hinzu kamen je zwei Mannschaften aus Europa und Amerika sowie eine Mannschaft aus Asien und Afrika.
Übersicht aller Qualifikationswettbewerbe:
Männer
- Weltmeisterschaft in  Schweden, 13. bis 30. Januar 2011
- Panamerikanische Spiele in  Guadalajara, 13. bis 30. Oktober 2011
- Asiatisches Qualifikationsturnier in  Seoul, 23. Oktober bis 3. November 2011
- Afrikameisterschaft in  Marokko, 10. bis 21. Januar 2012
- Europameisterschaft in  Serbien, 15. bis 29. Januar 2012
- 3 internationale Olympia-Qualifikationsturniere, 6. bis 8. April 2012.

Frauen
- Europameisterschaft in  Dänemark und  Norwegen, 7. bis 19. Dezember 2010
- Asiatisches Qualifikationsturnier in  China, 12. bis 20. Oktober 2011
- Panamerikanische Spiele in  Guadalajara, 13. bis 30. Oktober 2011
- Weltmeisterschaft in  Brasilien, 3. bis 16. Dezember 2011
- Afrikameisterschaft in  Marokko, 10. bis 21. Januar 2012
- 3 internationale Olympia-Qualifikationsturniere, 25. bis 27. Mai 2012

Als Weltmeister qualifizierte sich bei den Männern die französische und bei den Frauen die norwegische Mannschaft. Bei der Europameisterschaft qualifizierte sich bei den Männern Dänemark und bei den Frauen Schweden, bei den Panamerikanischen Spielen kamen Argentinien und Brasilien und bei den Afrikameisterschaften Tunesien und Angola hinzu. Beim asiatischen Qualifikationsturnier sicherte sich jeweils die südkoreanische Mannschaft die Teilnahme.

### Qualifikationsturniere

#### Männer
| 1. Qualifikationsturnier 6. – 8. April in Alicante |            |          |        |
| Rang                                               | Mannschaft | Tordiff. | Punkte |
| 1.                                                 | Spanien    | +23      | 6      |
| 2.                                                 | Serbien    | +05      | 3      |
| 3.                                                 | Polen      | −10      | 3      |
| 4.                                                 | Algerien   | −17      | 0      |

| 6. April | Polen    | Algerien | 28:27 |
| 6. April | Spanien  | Serbien  | 30:27 |
| 7. April | Serbien  | Polen    | 25:25 |
| 7. April | Algerien | Spanien  | 20:28 |
| 8. April | Serbien  | Algerien | 26:18 |
| 8. April | Spanien  | Polen    | 33:22 |

| 2. Qualifikationsturnier 6.–8. April in Göteborg |            |          |        |
| Rang                                             | Mannschaft | Tordiff. | Punkte |
| 1.                                               | Schweden   | +11      | 6      |
| 2.                                               | Ungarn     | +02      | 4      |
| 3.                                               | Brasilien  | −06      | 2      |
| 4.                                               | Mazedonien | −07      | 0      |

| 6. April | Ungarn     | Mazedonien | 28:26 |
| 6. April | Schweden   | Brasilien  | 25:20 |
| 7. April | Brasilien  | Ungarn     | 27:29 |
| 7. April | Mazedonien | Schweden   | 23:27 |
| 8. April | Brasilien  | Mazedonien | 28:27 |
| 8. April | Schweden   | Ungarn     | 26:23 |

| 3. Qualifikationsturnier 6.–8. April in Varaždin |            |          |        |
| Rang                                             | Mannschaft | Tordiff. | Punkte |
| 1.                                               | Kroatien   | +37      | 6      |
| 2.                                               | Island     | +16      | 4      |
| 3.                                               | Japan      | −18      | 2      |
| 4.                                               | Chile      | −35      | 0      |

| 6. April | Kroatien | Japan    | 36:22 |
| 6. April | Island   | Chile    | 25:17 |
| 7. April | Chile    | Kroatien | 15:35 |
| 7. April | Japan    | Island   | 30:41 |
| 8. April | Japan    | Chile    | 33:26 |
| 8. April | Kroatien | Island   | 31:28 |

#### Frauen
| 1. Qualifikationsturnier 25.–27. Mai in Lyon |            |          |        |
| Rang                                         | Mannschaft | Tordiff. | Punkte |
| 1.                                           | Montenegro | +19      | 6      |
| 2.                                           | Frankreich | +16      | 4      |
| 3.                                           | Rumänien   | −14      | 2      |
| 4.                                           | Japan      | −21      | 0      |

| 25. Mai | Montenegro | Japan      | 30:24 |
| 25. Mai | Frankreich | Rumänien   | 24:19 |
| 26. Mai | Japan      | Frankreich | 17:30 |
| 26. Mai | Rumänien   | Montenegro | 23:34 |
| 27. Mai | Rumänien   | Japan      | 28:26 |
| 27. Mai | Frankreich | Montenegro | 20:22 |

| 2. Qualifikationsturnier 25.–27. Mai in Guadalajara |             |          |        |
| Rang                                                | Mannschaft  | Tordiff. | Punkte |
| 1.                                                  | Spanien     | +03      | 4      |
| 2.                                                  | Kroatien    | ±0       | 4      |
| 3.                                                  | Niederlande | −03      | 4      |
| 4.                                                  | Argentinien | −35      | 0      |

| 25. Mai | Kroatien    | Niederlande | 28:29 |
| 25. Mai | Spanien     | Argentinien | 31:15 |
| 26. Mai | Argentinien | Kroatien    | 21:31 |
| 26. Mai | Niederlande | Spanien     | 24:28 |
| 27. Mai | Argentinien | Niederlande | 21:30 |
| 27. Mai | Spanien     | Kroatien    | 22:23 |

| 3. Qualifikationsturnier 25.–27. Mai in Aalborg |                     |          |        |
| Rang                                            | Mannschaft          | Tordiff. | Punkte |
| 1.                                              | Russland            | +44      | 6      |
| 2.                                              | Dänemark            | +14      | 4      |
| 3.                                              | Tunesien            | −26      | 2      |
| 4.                                              | Dominikanische Rep. | −50      | 0      |

| 25. Mai | Russland  | Dom. Rep. | 41:17 |
| 25. Mai | Dänemark  | Tunesien  | 28:24 |
| 26. Mai | Tunesien  | Russland  | 20:33 |
| 26. Mai | Dom. Rep. | Dänemark  | 21:38 |
| 27. Mai | Tunesien  | Dom. Rep. | 29:20 |
| 27. Mai | Dänemark  | Russland  | 20:27 |

### Qualifizierte Mannschaften
| Qualifizierte Mannschaften | Qualifizierte Mannschaften | Qualifizierte Mannschaften | Qualifizierte Mannschaften |
| Männer                     | Männer                     | Frauen                     | Frauen                     |
| -------------------------- | -------------------------- | -------------------------- | -------------------------- |
| Gastgeber                  | Großbritannien             | Gastgeber                  | Großbritannien             |
| Weltmeister 2011           | Frankreich                 | Weltmeister 2011           | Norwegen                   |
| Afrika                     | Tunesien                   | Afrika                     | Angola                     |
| Amerika                    | Argentinien                | Amerika                    | Brasilien                  |
| Asien                      | Südkorea                   | Asien                      | Südkorea                   |
| Europa                     | Dänemark                   | Europa                     | Schweden                   |
| 1. Qualifikationsturnier   | Spanien                    | 1. Qualifikationsturnier   | Frankreich                 |
| 1. Qualifikationsturnier   | Serbien                    | 1. Qualifikationsturnier   | Montenegro                 |
| 2. Qualifikationsturnier   | Schweden                   | 2. Qualifikationsturnier   | Spanien                    |
| 2. Qualifikationsturnier   | Ungarn                     | 2. Qualifikationsturnier   | Kroatien                   |
| 3. Qualifikationsturnier   | Island                     | 3. Qualifikationsturnier   | Dänemark                   |
| 3. Qualifikationsturnier   | Kroatien                   | 3. Qualifikationsturnier   | Russland                   |